# Dezső László
Vitéz Dezső László (Lovászpatona, 23 de Julho de 1894 – 8 de Junho de 1949, Budapeste) foi um militar da Hungria. Combateu na Primeira Guerra Mundial e, durante a Segunda Guerra Mundial, ascendeu à patente de Coronel-general. No pós-guerra, foi executado pela República Popular da Hungria, em 1949. Foi um dos militares estrangeiros que a Alemanha Nazi condecorou com a Cruz de Cavaleiro da Cruz de Ferro.